# 奈良町 (さいたま市)
奈良町（ならちょう）は、埼玉県さいたま市北区の町名。現行行政地名は奈良町のみ。丁番を持たない単独町名である。住居表示未実施地区。郵便番号は331-0822。本項では奈良町の前身である大字奈良瀬戸（ならせど）や奈良瀬戸村についても述べる。

## 地理
さいたま市北辺に位置する。別所町・宮原町・日進町、上尾市戸崎・中新井・大谷本郷と隣接する。町域の中心は大宮台地で南側を除く周辺は鴨川や逆川に囲まれ、それらによって開析された低地がある。太田道灌が「三貫文の値うちのある湧き水」と称した「三貫清水」が大宮台地の西縁にある。全体的に市街化区域に指定されているが、地区南西端の鴨川周辺に市街化調整区域が僅かに存在する。地内の土地利用は主に住宅地だが、生産緑地地区としての農地も地内に点在する。
地内に縄文時代の遺跡である奈良遺跡がある。

### 地価
住宅地の地価は2015年（平成27年）1月1日の公示地価によれば奈良町25番3の地点で13万8000円/m2となっている。

## 歴史
もとは江戸期より存在した武蔵国足立郡大谷領に属する奈良瀬戸村で、古くは吉野領に村域が属していたと云われている。
村高は正保年間の『武蔵田園簿』では300石余（田101石余、畑198石余）、『元禄郷帳』および『天保郷帳』では345石余であった。助郷は中山道上尾宿に出役していた。化政期の世帯数は50軒で、村の規模は東西7町余、南北15町余であった。地名のナラは緩傾斜地、セトは谷間を意味する。
- はじめは幕府領、1625年（寛永2年）より岩槻藩領、1682年（天和2年）より再び幕府領に戻る[6]。なお、検地は1694年（元禄7年）に実施[9]。
- 1828年（文政11年）より上尾宿寄場64か村組合に所属[6]。
- 幕末の時点では埼玉郡に属し、明治初年の『旧高旧領取調帳』の記載によると、幕府領（代官・大竹左馬太郎支配所）[10]。
- 1868年（慶応4年）6月19日 - 幕府領が武蔵知県事・山田政則（忍藩士）の管轄となる。
- 1869年（明治2年） 
  - 1月13日 - 武蔵知県事・宮原忠英の管轄区域に大宮県を設置、同県の管轄となる。県庁は東京府馬喰町に置かれる。
  - 9月29日 - 県庁が浦和に置かれ浦和県に改称。
- 1871年（明治4年）11月13日 - 第1次府県統合により埼玉県の管轄となる。
- 1879年（明治12年）3月17日 - 郡区町村編制法により成立した北足立郡に属す。郡役所は浦和宿に設置。
- 1889年（明治22年）4月1日 - 町村制施行に伴い、奈良瀬戸村は北足立郡加茂宮村、吉野原村、大谷別所村と合併し宮原村となる。奈良瀬戸村は宮原村の大字奈良瀬戸となる。
- 1940年（昭和15年）11月3日 - 宮原村は北足立郡大宮町、大砂土村、三橋村、日進村と合併し、市制を施行して大宮市となる[11]。大宮市の大字となる。
- 1957年（昭和32年）7月 - 大宮市立高等学校（現、さいたま市立大宮北高等学校）の第1期校舎建築落成、日進仮校舎より移転する[12]。
- 1968年（昭和43年）1月14日 - 区画整理事業が実施され、大宮市大字奈良瀬戸から町名変更して奈良町が成立する[4][6]。
- 1993年（平成5年） - 地内の鴨川沿いにある里山（斜面林）を公有化する[13]。
- 2001年（平成13年）5月1日 - 浦和市、大宮市、与野市の合併によりさいたま市が発足、さいたま市の町名となる。
- 2002年（平成14年） - 公有地の斜面林が公園として整備され、その正式名称を「三貫清水緑地」とする[14]。
- 2003年（平成15年）4月1日 - 政令指定都市に移行し、さいたま市北区の町名となる。

## 世帯数と人口
2017年（平成29年）9月1日現在の世帯数と人口は以下の通りである。
| 町丁   | 世帯数    | 人口    |
| ------ | --------- | ------- |
| 奈良町 | 4,106世帯 | 9,121人 |

## 小・中学校の学区
市立小・中学校に通う場合、学区（校区）は以下の通りとなる。
| 番地 | 小学校                     | 中学校                 |
| ---- | -------------------------- | ---------------------- |
| 全域 | さいたま市立大宮別所小学校 | さいたま市立宮原中学校 |

## 交通

### 鉄道
町内に鉄道は敷設されていない。最寄り駅はJR東日本高崎線宮原駅で、奈良町25番地3の地点よりおよそ900 mの場所にある。

### 道路
- 国道16号（新大宮バイパス）
- 奈良別所通り
- 都市計画道路吉野原今羽線[7]

## 地域

### 公園・緑地
- 三貫清水緑地 - 鎌倉街道が区域内を通る[16]
- 奈良公園
- 奈良瀬戸公園
- 奈良団地第一公園
- 奈良団地第二公園
- 奈良東前公園
- 奈良町南公園
- 奈良北公園
- 奈良町児童遊園
- 台前公園
- ふれあい広場

### 施設
- さいたま市立大宮北高等学校
- 大宮奈良郵便局
- 奈良町自治会館
- 大宮奈良町団地集会所
- 奈良町団地
- 市営奈良団地
- 市立奈良保育園
- 武国神社 - 縄文晩期の縄文遺跡である奈良瀬戸遺跡が周辺にある[4]。